# Pristolepis pauciradiata
Pristolepis pauciradiata là một loài cá trong họ Pristolepididae. Được Mathews Plamoottil & Than Win mô tả như là P. pauciradiatus nhưng Pristolepis là danh từ giống cái nên danh pháp chính xác phải là P. pauciradiata.

## Mẫu định danh
Mẫu holotype: ZSI/FBRC/F/2397; cá chiều dài tiêu chuẩn 136,0 mm, do Than Win thu thập ngày 29 tháng 3 năm 2017 tại tọa độ 16°57′8,1″B 97°44′44,9″Đ / 16,95°B 97,73333°Đ, suối nước ngọt Hlaing Chaung, Hpa-An, bang Kayin, Myanmar. Mẫu paratypes: ZSI/FBRC/F/2398, 2 mẫu, chiều dài tiêu chuẩn 98,0-117,5 mm, các dữ liệu khác như của mẫu holotype. Các mẫu này được lưu giữ tại Bảo tàng thuộc Trung tâm Khu vực Sinh học nước ngọt (FBRC) của Cục Khảo sát Động vật Ấn Độ tại Hyderabad (FBRC/ZSI).

## Từ nguyên
Tên loài pauciradiata (giống đực: pauciradiatus, giống trung: pauciradiatum) là tiếng Latinh, có nghĩa là "có ít tia"; để nói tới số lượng tia gai vây lưng ít hơn của loài này so với các thành viên khác trong chi Pristolepis. Tên tiếng Anh thông thường 'lesser spined catopra' (catopra ít gai) cũng được các tác giả đề xuất.

## Phân bố
Loài đặc hữu đông nam Myanmar. Vào thời điểm thu thập mẫu thì con suối nơi người ta thu giữ nó hơi đục và chảy chậm. Con suối này rộng 20 m, sâu 3 m và đáy suối này nhiều bùn. Bao bọc xung quanh con suối là những ruộng lúa. Thảm thực vật sông suối ở mức trung bình. Các loài cá như Notopterus notopterus, Gymnostomus horai, Systomus rubripinnis, Puntius burmanicus, Osteobrama belangeri, Amblypharyngodon mola, Mystus falcarius, Hemibagrus microphthalmus, Ompok bimaculatus, Wallago attu, Parambassis ranga v.v ... là các loài cá sống trong cùng môi trường này.

## Đặc điểm
Chiều dài tổng cộng (TL) 129,5–173 mm; chiều dài tiêu chuẩn (SL) 98–136 mm; chiều dài đầu (HL) 38–51 mm, bằng 35,7-38,8% SL. Chiều sâu đầu 36,7-40% SL; chiều rộng đầu 20,4-20,6% SL; đường kính mắt 25,5-28,9% HL; chiều rộng liên hốc mắt 17,6-26,2% HL; chiều rộng liên lỗ mũi 23,7-25,1% HL; chiều dài mõm 26,2-27,4% HL; chiều rộng miệng khi há 28,6-31,4% HL. Cơ thể bị ép dẹp mạnh ở hai bên; chiều sâu bằng 42,5-46,3% chiều dài tiêu chuẩn. Đường viền lưng nhô cao dần từ mõm về phía chẩm (chỏm đầu), tiết diện mặt bụng gần như thẳng; đầu dài 35,7-38,8% chiều dài tiêu chuẩn, nhọn về phía mõm; hốc mắt nằm ở nửa trước của đầu. Lỗ mũi trước là ống và lỗ mũi sau là lỗ tròn. Miệng hơi hếch lên; hàm dưới hơi dài hơn hàm trên. Xương trước nắp mang với 8-10 khía răng cưa rõ; 13-18 gai cứng xuất hiện ở góc của trước nắp mang; nắp mang với 2 gai nhọn; các hàng răng bên ngoài trên các hàm mở rộng và có thể nhìn thấy từ bên ngoài. Các tia gai vây lưng nằm ở trên và phía sau gốc vây ngực. 6-7 tia gai vây lưng dài hơn các tia gai còn lại, tia gai cuối cùng gắn với tia mềm đầu tiên của vây lưng. Màng liên tia gai có khía sâu. Vây lưng mềm nằm ở vị trí phía trước đáng kể so với vây hậu môn mềm; chóp của tia mềm vây lưng vươn dài về phía sau đến giữa vây đuôi. Vây ngực nằm ở vị trí phía trước tia gai vây lưng thứ nhất và chóp của nó kéo dài về phía sau đến chóp vây bụng. Đầu chóp vây bụng không bao giờ chạm tới lỗ hậu môn. Tia gai vây hậu môn thứ hai và thứ ba có chiều dài bằng nhau và dài hơn tia gai thứ nhất. Tia gai vây hậu môn thứ ba gắn với tia mềm vây hậu môn thứ nhất. Đường bên đi qua 21-22 vảy và sau đó dừng lại ở phía dưới tia mềm vây lưng thứ 8; phần dưới của đường bên bắt đầu 0,5-2,5 vảy phía dưới phần trên của đường bên. 3-4 vảy xếp chồng lên nhau giữa các nhánh trên và dưới của đường bên. Nhiều đường dọc đứt gãy rõ ràng nằm ở trên và dưới đường bên. Vảy có trên toàn bộ đầu trừ xương trước hốc mắt. Gốc của vây lưng mềm, vây hậu môn mềm và vây đuôi có vảy.
Có thể phân biệt P. pauciradiata với tất cả các đồng loại của nó ở chỗ nó có 13 tia gai, 15 tia mềm trên vây lưng, 5-6 vảy nằm giữa đường bên và vây lưng và 12,5 vảy nằm giữa đường bên và vây bụng. Loài này có thể được phân biệt tiếp với các loài họ hàng của nó ở chỗ có một đốm màu nâu khác biệt ở gốc vây ngực.